# Zaha Hadid

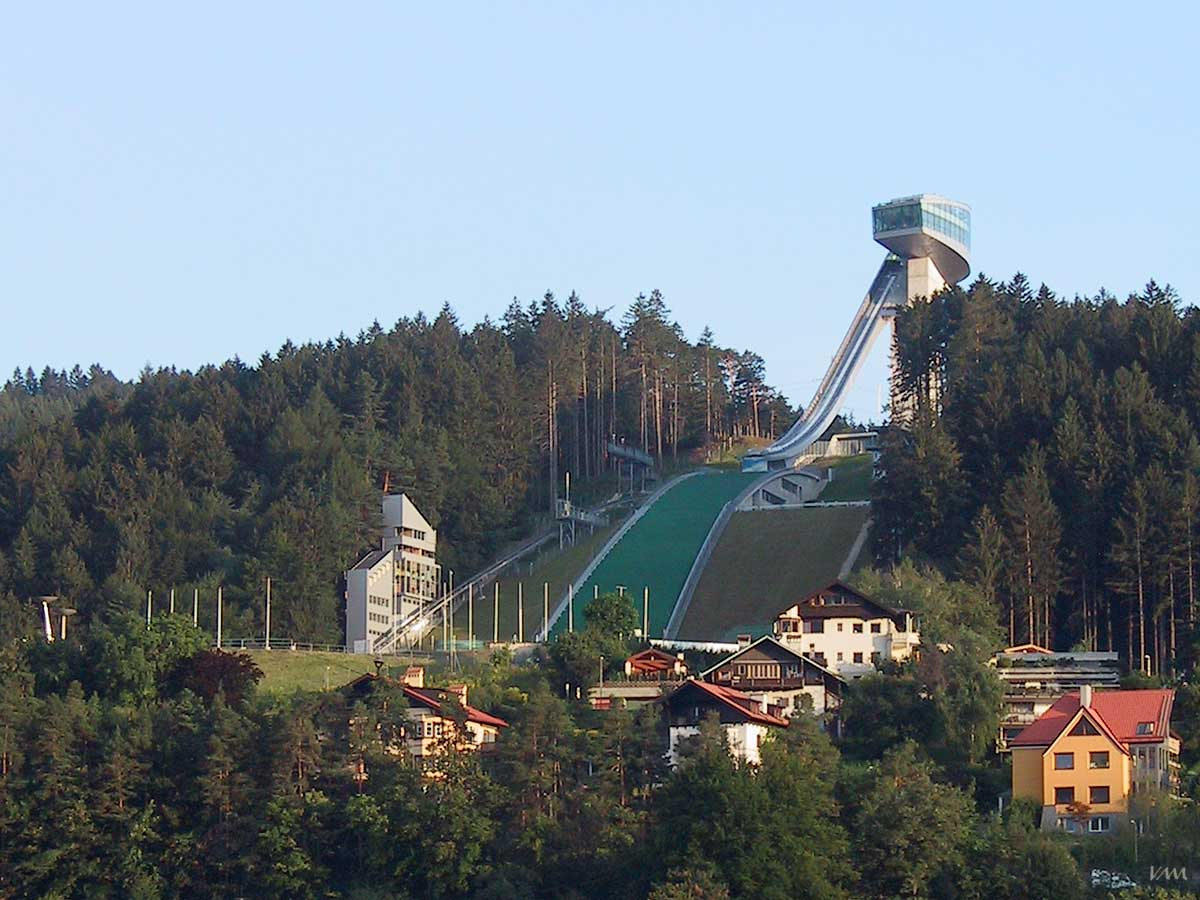
Cầu trượt Bergisel ở Innsbruck

Dame Zaha Mohammad Hadid DBE RA (tiếng Ả Rập: زها حديد Zahā Ḥadīd; 31 tháng 10 năm 1950 – 31 tháng 3 năm 2016) là một kiến trúc sư, hoạ sĩ người Anh gốc Iraq. Sinh ra tại Bagdad, Iraq, bà tốt nghiệp với bằng cử nhân toán học trước khi đăng ký theo học tại Trường Kiến trúc Hiệp hội Kiến trúc (Architectural Association School of Architecture) vào năm 1972.
Hadid được công nhận là một nhân vật quan trọng của nền kiến trúc cuối thế kỷ 20 và đầu thế kỷ 21. Các công trình kiến trúc nổi tiếng của bà bao gồm Trung tâm thể thao dưới nước Luân Đôn (thiết kế cho Thế vận hội Mùa hè 2012), the Bảo tàng nghệ thuật Eli và Edythe, Bảo tàng MAXXI tại Roma, and the Nhà hát Opera Quảng Châu. Sau khi qua đời, bà mới được trao một số giải thường, chẳng hạn như tượng nhỏ của Giải Brit 2017. Một vài công trình của bà vẫn đang trong quá trình xây dựng khi bà qua đời, bao gồm Sân bay Quốc tế Đại Hưng Bắc Kinh, và Sân vận động Al Wakrah (hiện là Al Janoub) ở Qatar (để tổ chức Giải vô địch bóng đá thế giới 2022).
Hadid là một trong những người phụ nữ đầu tiên nhận Giải thưởng Kiến trúc Pritzker (vào năm 2004). Bà cũng đã nhận được một trong những giải thưởng kiến trúc danh giá nhất của Anh Quốc, Giải Stirling (vào năm 2010 và 2011). Vào năm 2012, bà được Nữ vương Elizabeth II phong tước Quý bà (Dame) vì những cống hiến cho kiến trúc, và vào tháng 2 năm 2016, một tháng trước khi bà qua đời, Hadid trở thành người phụ nữ đầu tiên được Viện Kiến trúc Hoàng gia Anh trao tặng độc lập Huy chương Vàng Hoàng gia (Ray Eames và Sheila O'Donnell trước đó đã được trao tặng cùng với lần lượt là Charles Eames và John Tuomey).

## Đầu đời và gia đình
Zaha Hadid sinh ngày 31 tháng 10 năm 1950 tại Bagdad, Iraq trong một gia định thượng lưu. Cha bà, Muhammad al-Hajj Husayn Hadid, là một nhà công nghiệp giàu có đến từ Mosul. Ông đã đồng sáng lập nhóm al-Ahali cánh tả tự do vào năm 1932, một tổ chức chính trị quan trọng vào thập niên 1930 và 19340. Ông cũng là người đồng sáng lập ra Đảng Dân chủ Tự do ở Iraq và trở thành bộ trưởng tài chính sau khi chế độ quân chủ bị lật đổ (sau Cách mạng 14 tháng 7 và chính quyền của Tướng Abd al-Karim Qasim lên nắm quyền). Còn mẹ bà, Wajiha al-Sabunji, là một hoạ sĩ từ Mosul. Trong một cuộc phỏng vấn, Hadid từng kể rằng những chuyến đi chơi tới những thành phố Sumer cổ đại ở miền nam Iraq thời thơ ấu đã khơi dậy niềm yêu thích của bà đối với kiến trúc. Vào thập niên 1960, Hadid bắt đầu theo học những ngôi trường nội trú ở Anh và Thụy Sĩ. Bà không lập gia đình và không có con cái.

## Học vấn và sự nghiệp
Hadid nhận bằng cử nhân toán học tại Đại học Mỹ Beirut khi chuyển tới Luân Đôn vào năm 1972 để theo học Trường Kiến trúc Hiệp hội Kiến trúc (Architectural Association School of Architecture). Sau khi tốt nghiệp, Hadid làm việc cho văn phòng kiến trúc OMA (Office for Metropolitan Architecture) của Elia Zenghelis và giáo sư cũ Rem Koolhaas. Đồng thời, bà cũng làm trợ lý cho Rem tại Trường Kiến trúc Hiệp hội Kiến trúc. Năm 1979, Hadid thành lập hãng thiết kế riêng ở Luân Đôn. Hiện nay bà đang đảm nhiệm dự án Cung thể thao nước 20000 chỗ ngồi cho Thế vận hội mùa hè 2012 ở London. Bà cũng là một nhà thiết kế nội thất có danh tiếng, bao gồm khu Trí tuệ (Mind Zone) tại Vòm Thiên niên kỉ của kiến trúc sư Richard Roger tại London.
Các công trình của bà mang nặng tính ý tưởng với những hình khối động và những giải pháp đặc biệt để để tiếp cận cũng như giải quyết công trình. Bà liên tục tham gia các cuộc thi thiết kế quốc tế. Mặc dù có rất nhiều đồ án thắng cuộc nhưng không được xây dựng. Trong số đó, nổi bật có The Peak Club ở Hồng Kông năm 1983, nhà hát Opera ở vịnh Cardiff, xứ Wales năm 1994. Năm 1988, bà tham dự triển lãm Kiến trúc giải tỏa kết cấu ở Bảo tàng nghệ thuật Hiện đại MoMA, Thành phố New York. Năm 2002, Hadid thắng trong cuộc thi quốc tế thiết kế tổng mặt bằng Trung tâm khoa học Singapore. Năm 2004, bà là nữ kiến trúc sư đầu tiên nhận giải thưởng Pritzker. Năm 2005, bà thắng trong cuộc thi thiết kế một sòng bạc mới ở Basel, Thụy Sĩ. Không chỉ là một kiến trúc sư nổi tiếng, bà còn nổi tiếng về với tác phẩm trong nghệ thuật sắp đặt, tranh vẽ và đồ nội thất. Bà cũng được trao tặng Huân chương Đế quốc Anh, tước sĩ quan (CBE). Hiện nay, bà là thành viên của ban biên tập Bách khoa toàn thư Britannica (Encyclopædia Britannica).
Bà là giáo sư giảng dạy nhiều đại học lớn trên thế giới, trong số đó có Trường Nghệ thuật Thị giác (Hochschule für Bildende Künste) ở Hamburg (Đức), Trường thiết kế tại Đại học Harvard, Đại học Chicago, Đại học Columbia tại Thành phố New York. Hiện bà đang giảng dạy tại Đại học Nghệ thuật ứng dụng Wien ở Áo.
Vào ngày 31 tháng 3 năm 2016, Hadid mất do ngừng tim tại một bệnh viện ở Miami, nơi bà đang điều trị căn bệnh viêm phế quản.

## Một số công trình nổi tiếng

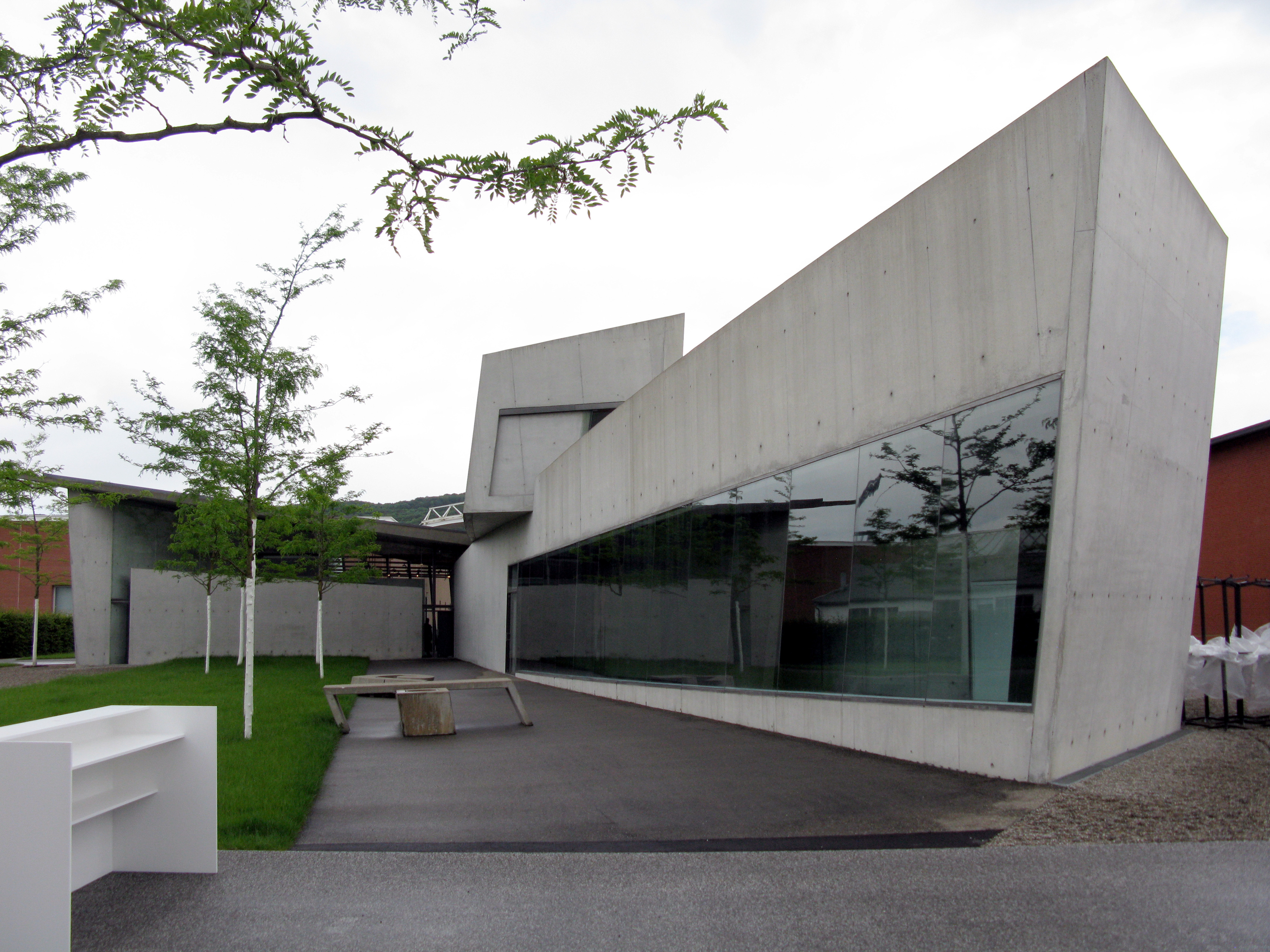
Trạm cứu hỏa Vitra tại Weil am Rhein, Đức (1991–93)
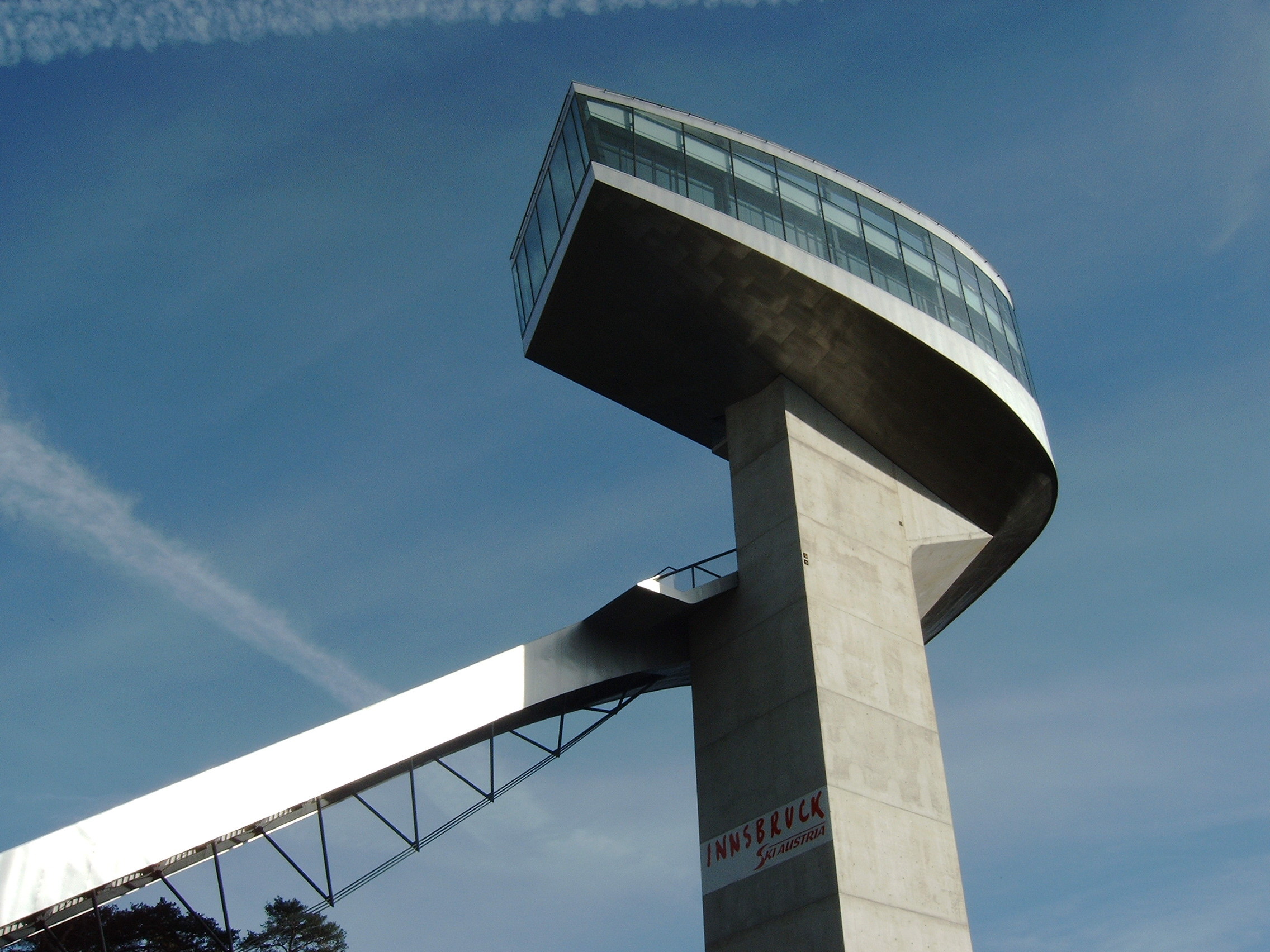
Bergisel, Innsbruck, Áo (1999–2002)
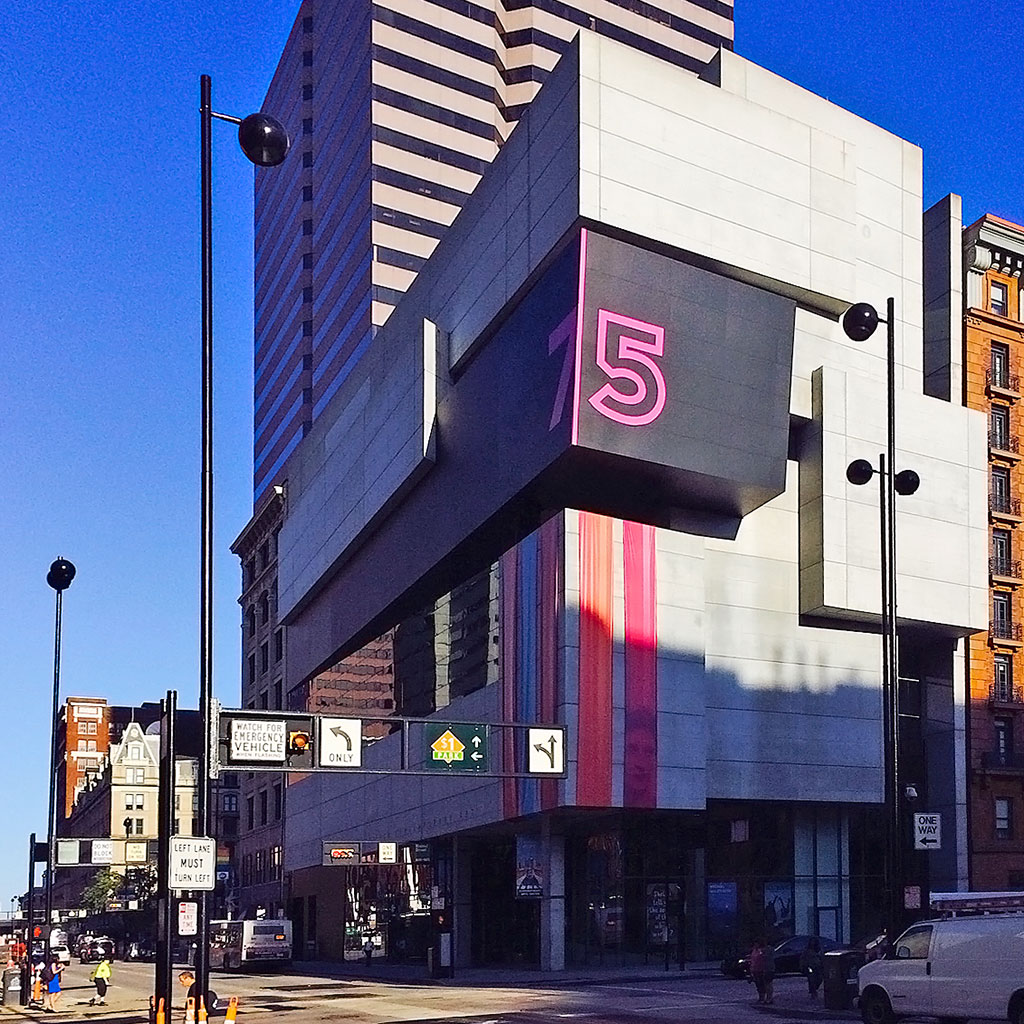
Trung tâm nghệ thuật đương đại, Cincinnati, Ohio (1997–2003)
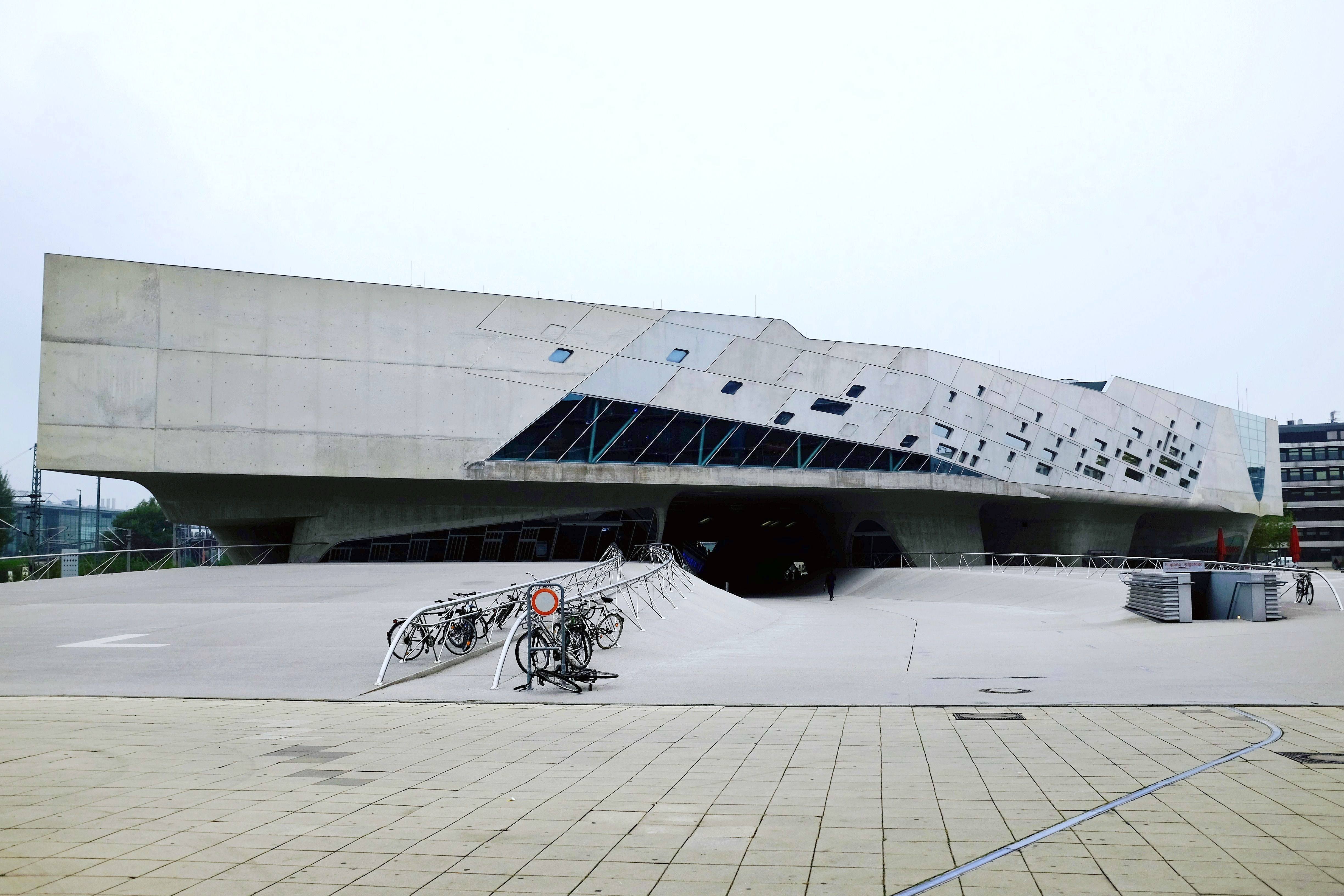
Trung tâm nghiên cứu Phaeno, Wolfsburg, Đức (2000–2005)
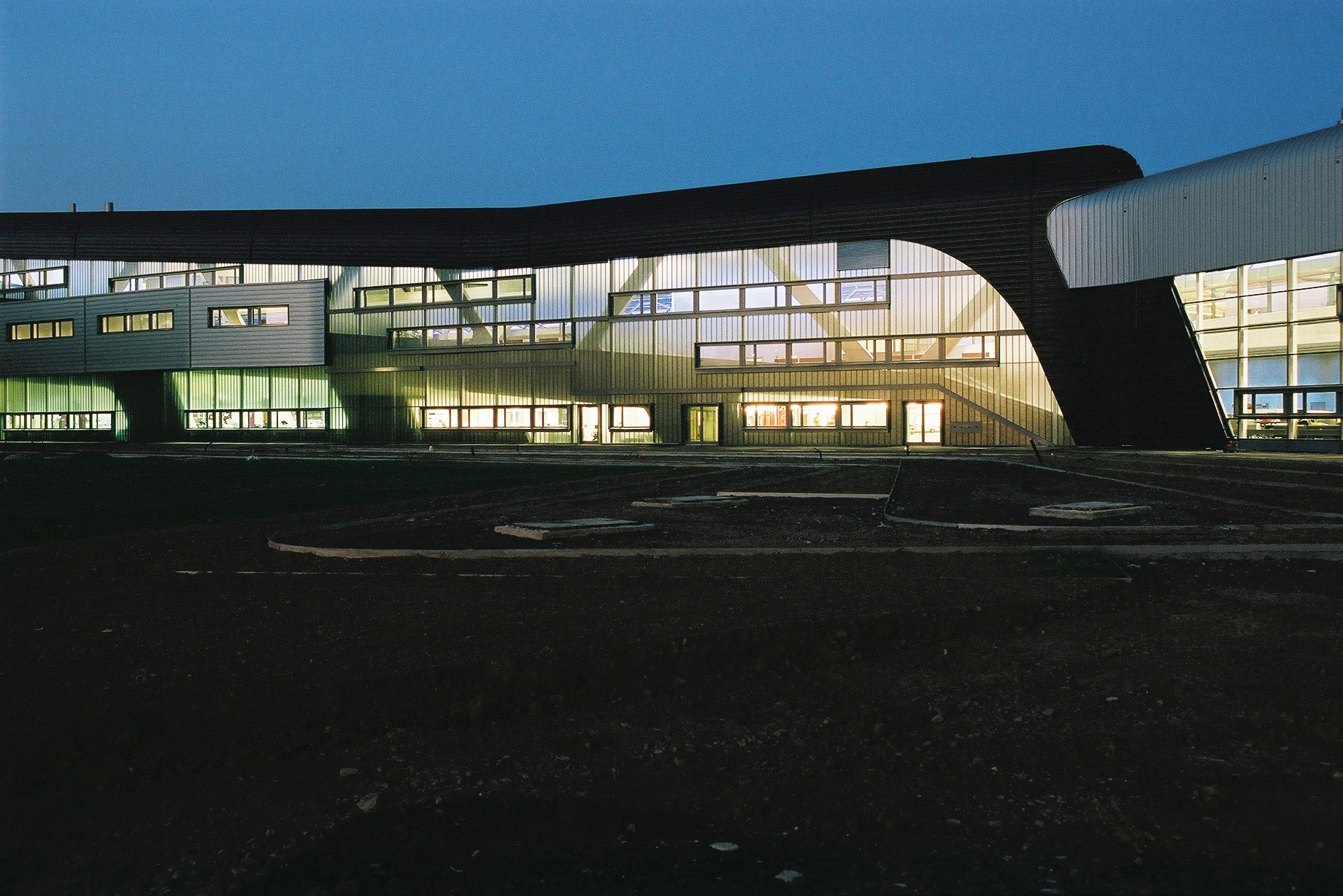
Tòa nhà hành chính của BMW tại Leipzig, Đức (2001–2005)
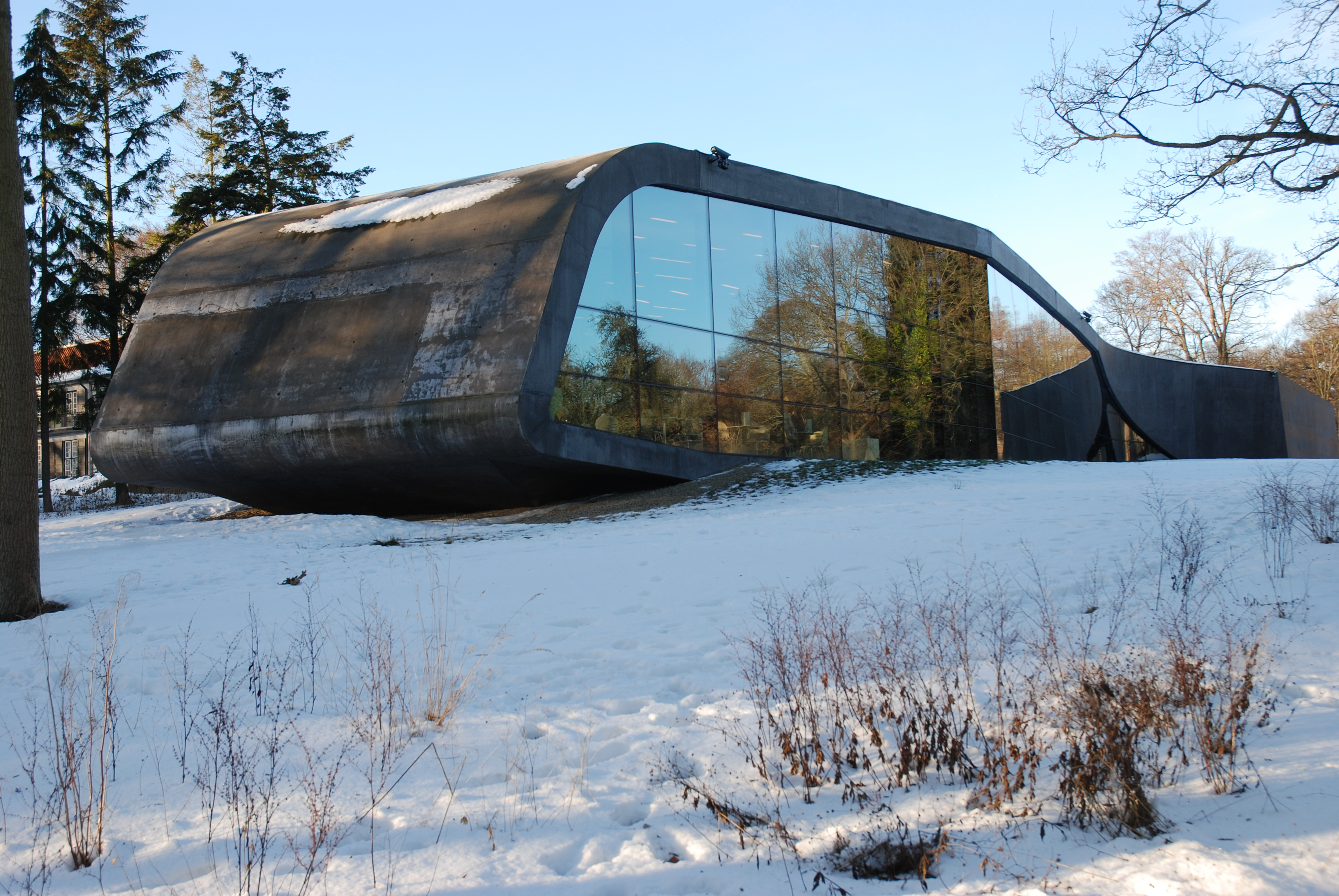
Bảo tàng Ordrupgaard, Copenhagen, Đan Mạch (2001–2005)
Bến tàu siêu tốc, Afragola, Naples, ÝBến tàu siêu tốc, Afragola, Naples, Ý
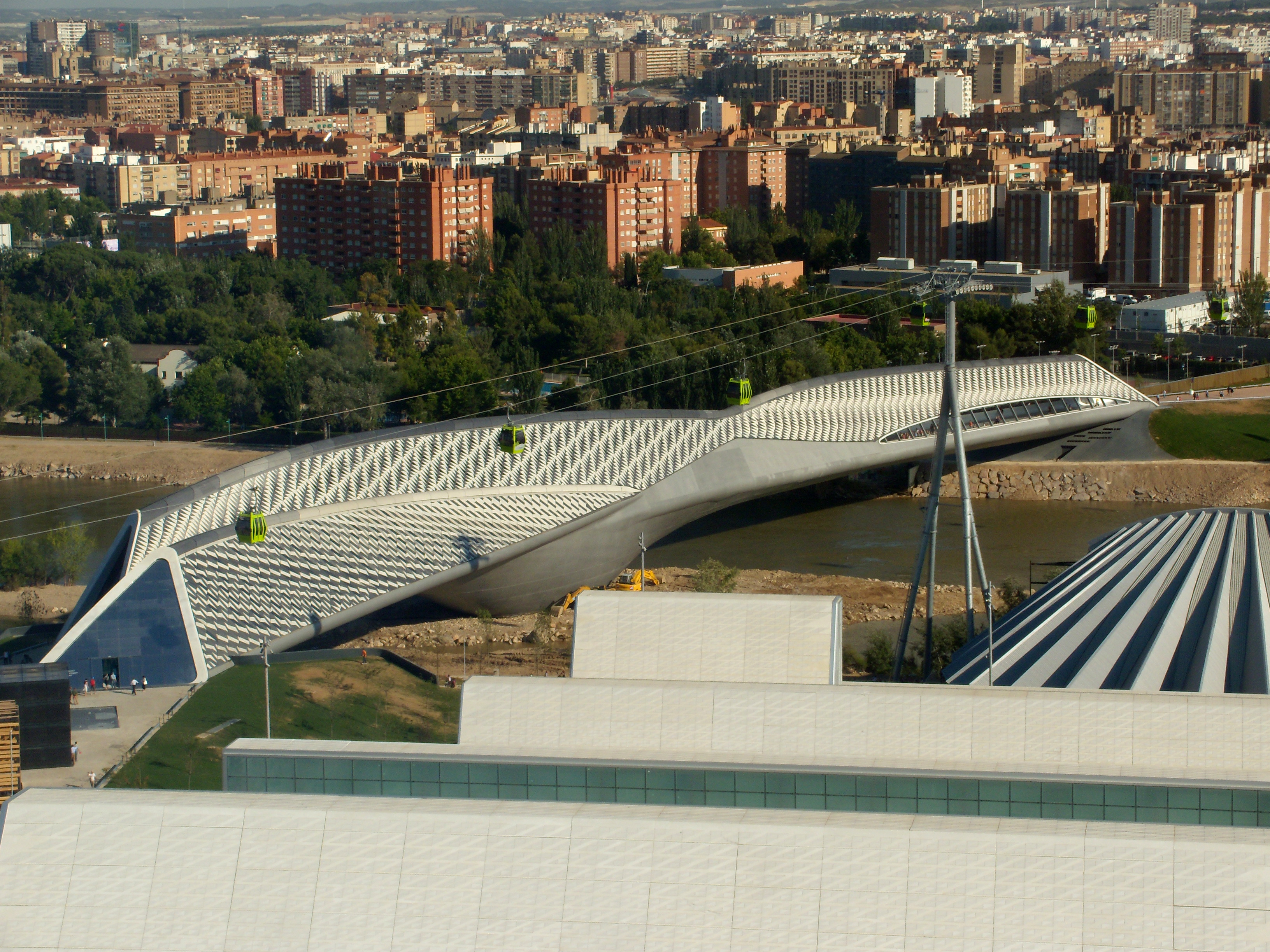
Cầu Pavilion tại Zaragoza, Tây Ban Nha (2005–2008)
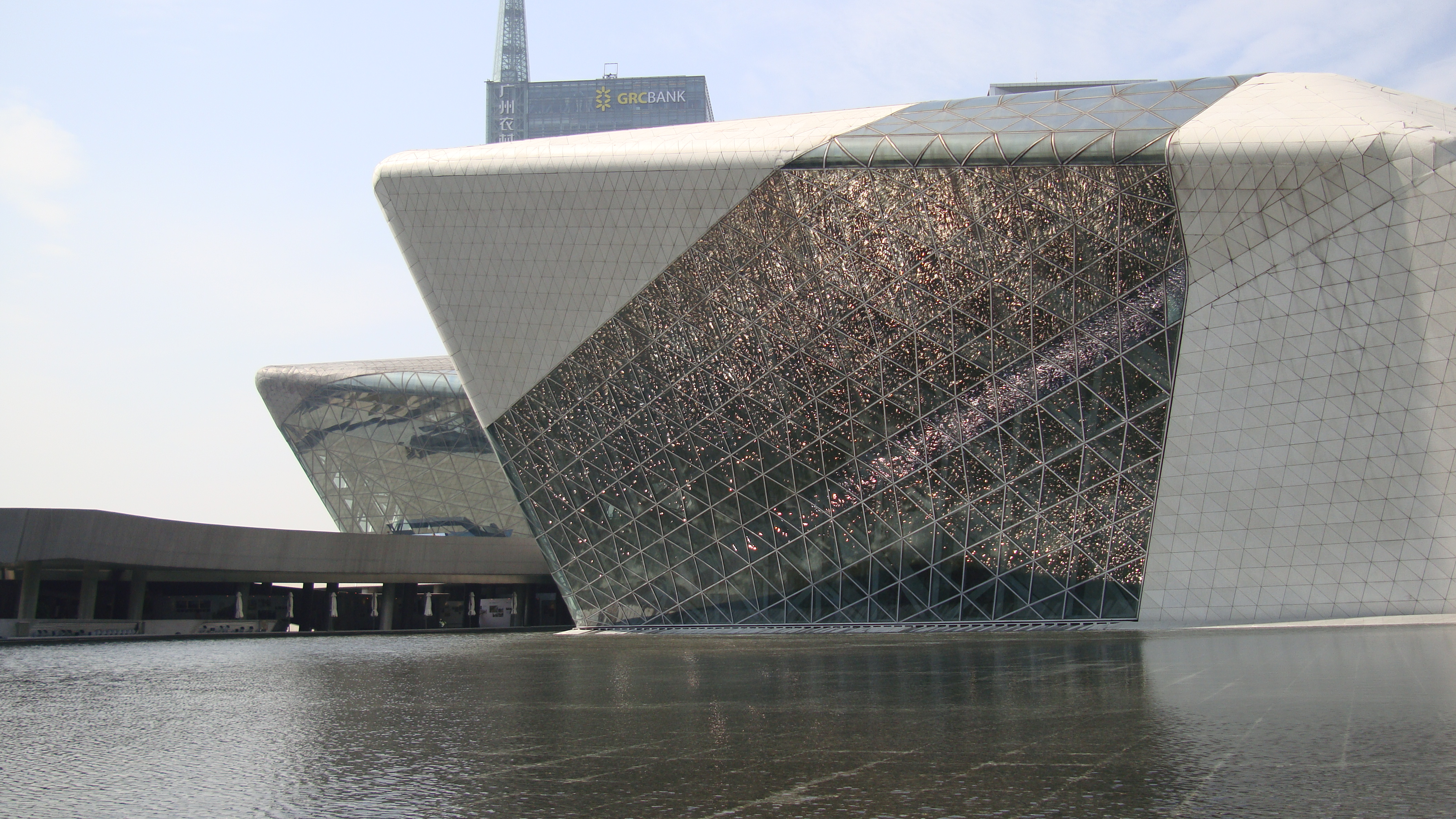
Nhà hát Quảng Châu, Quảng Châu, Trung Quốc (2003–2010)
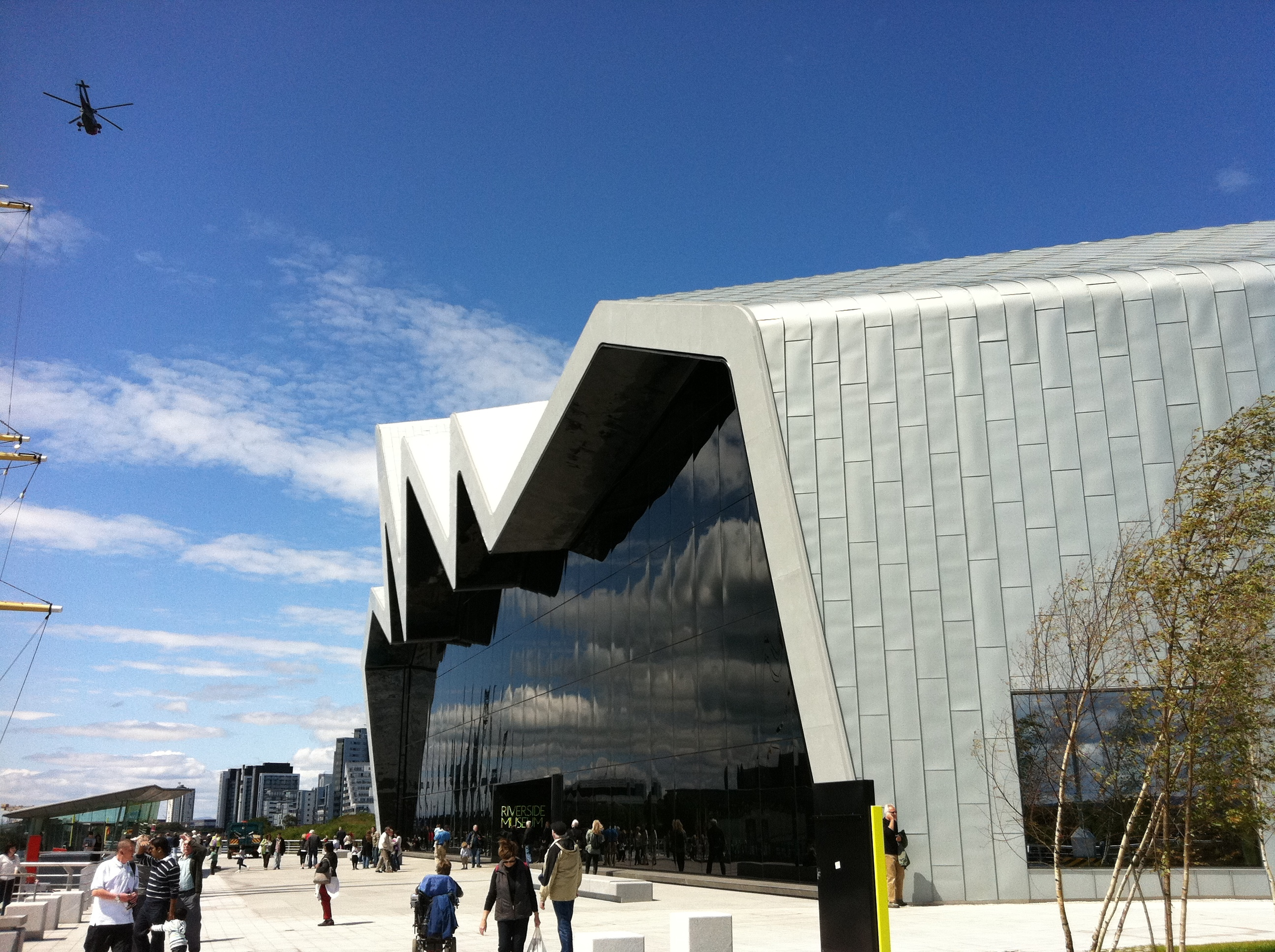
Bảo tàng Glasgow, Scotland (2004–2011)
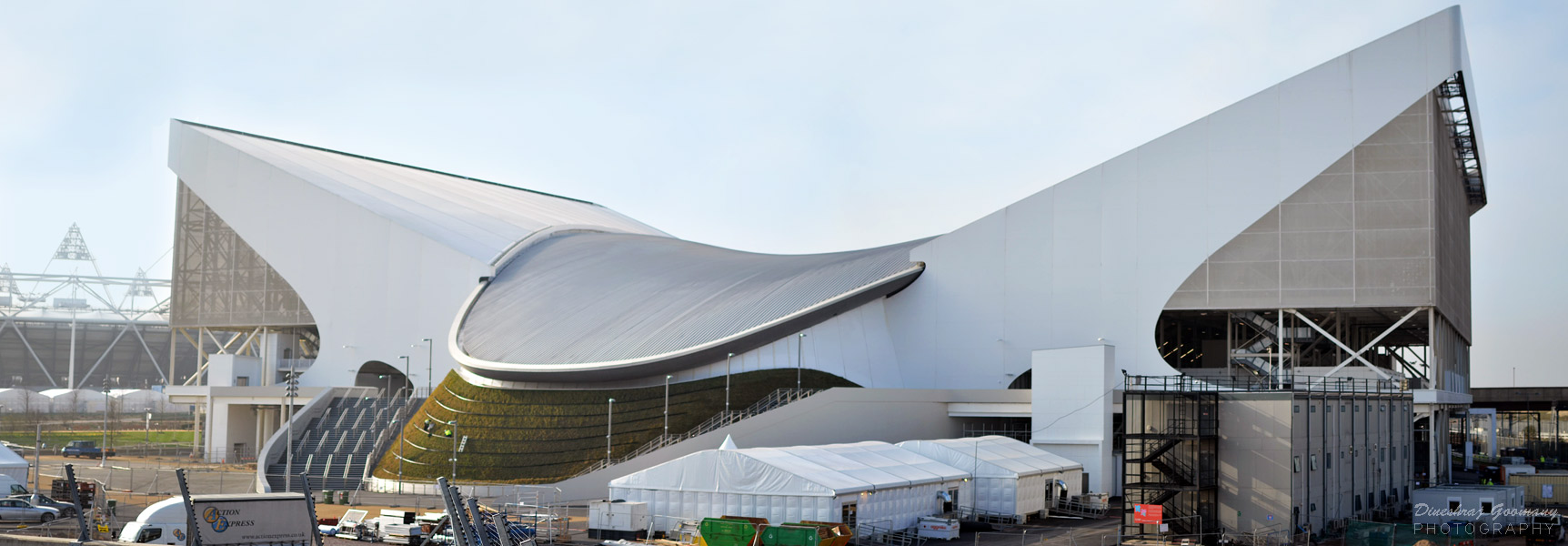
Trung tâm bơi lội Luân Đôn (2005–2012)
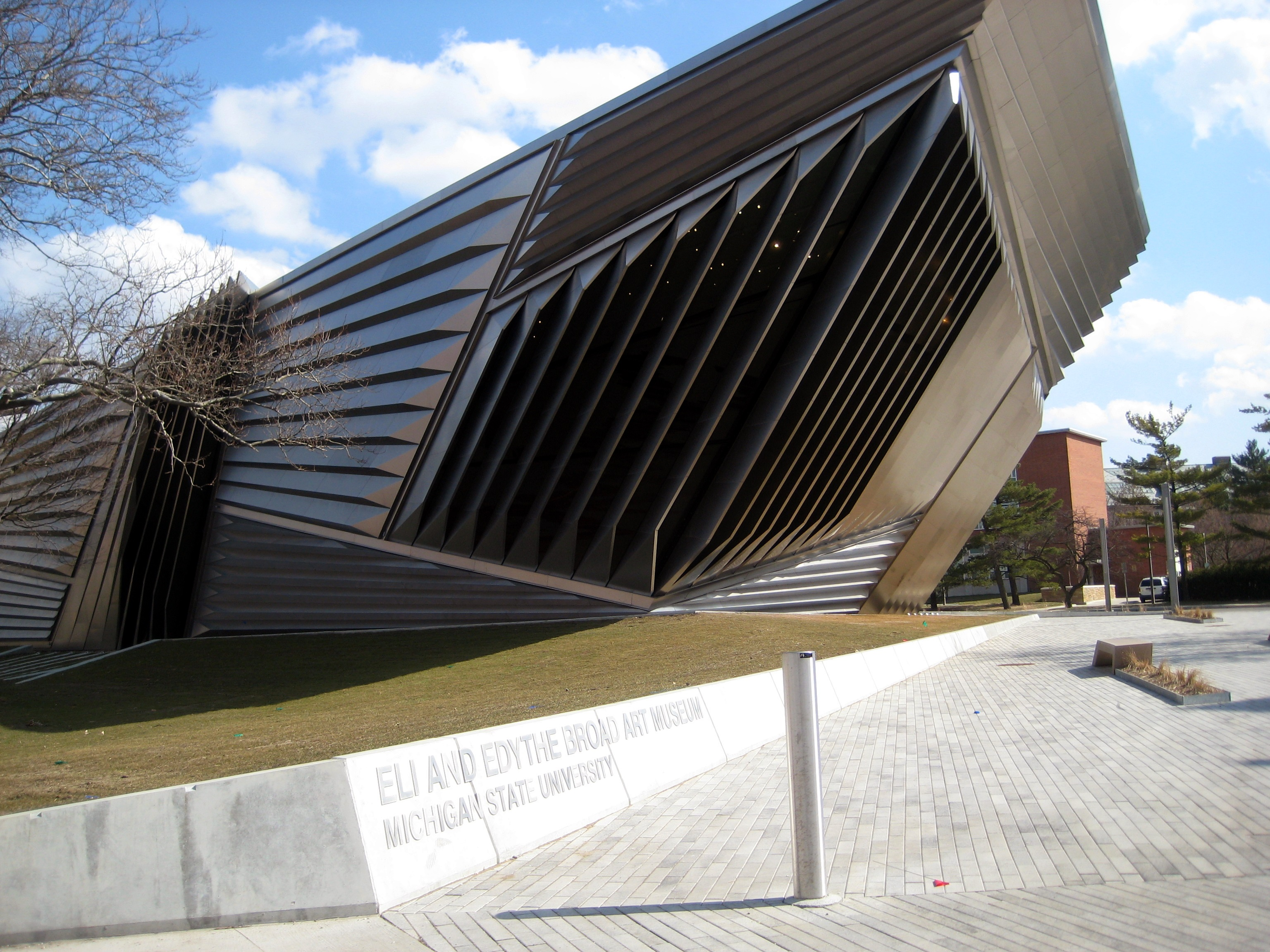
Bảo tàng nghệ thuật East Lansing, Michigan (2007–2012)
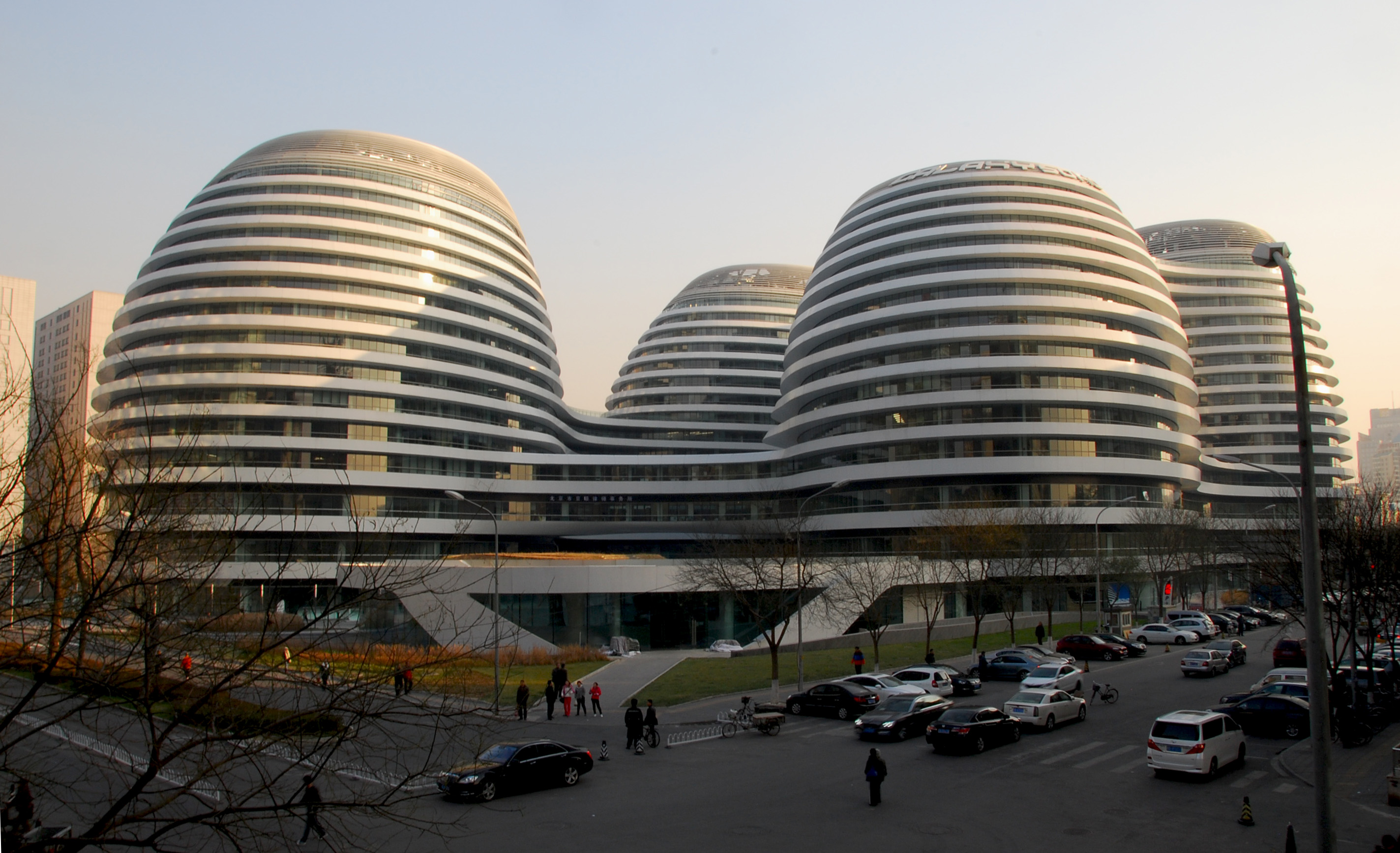
Galaxy SOHO tại Bắc Kinh, Trung Quốc (2008–2012)
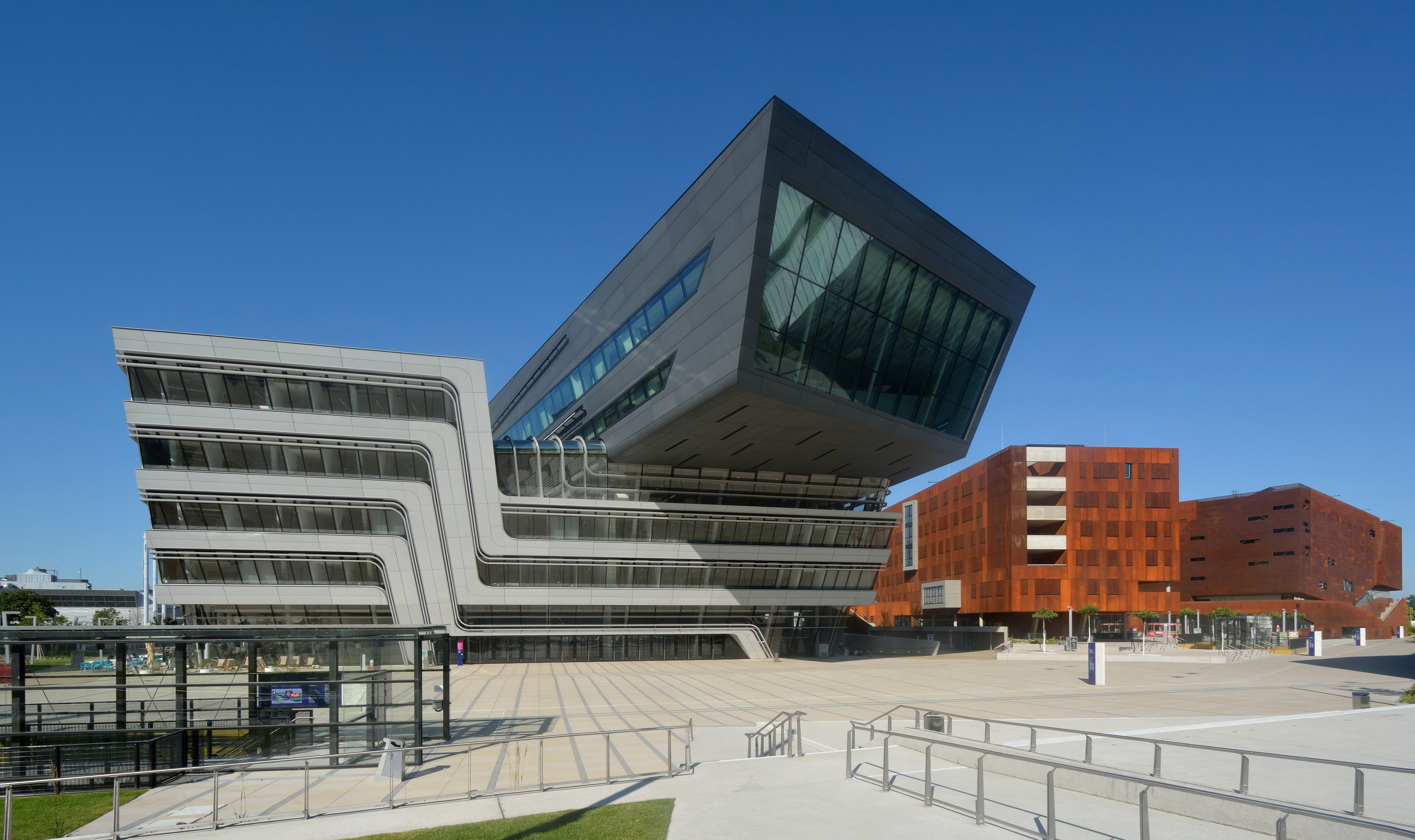
Thư viện đại học Vienna, Vienna, Áo (2013)
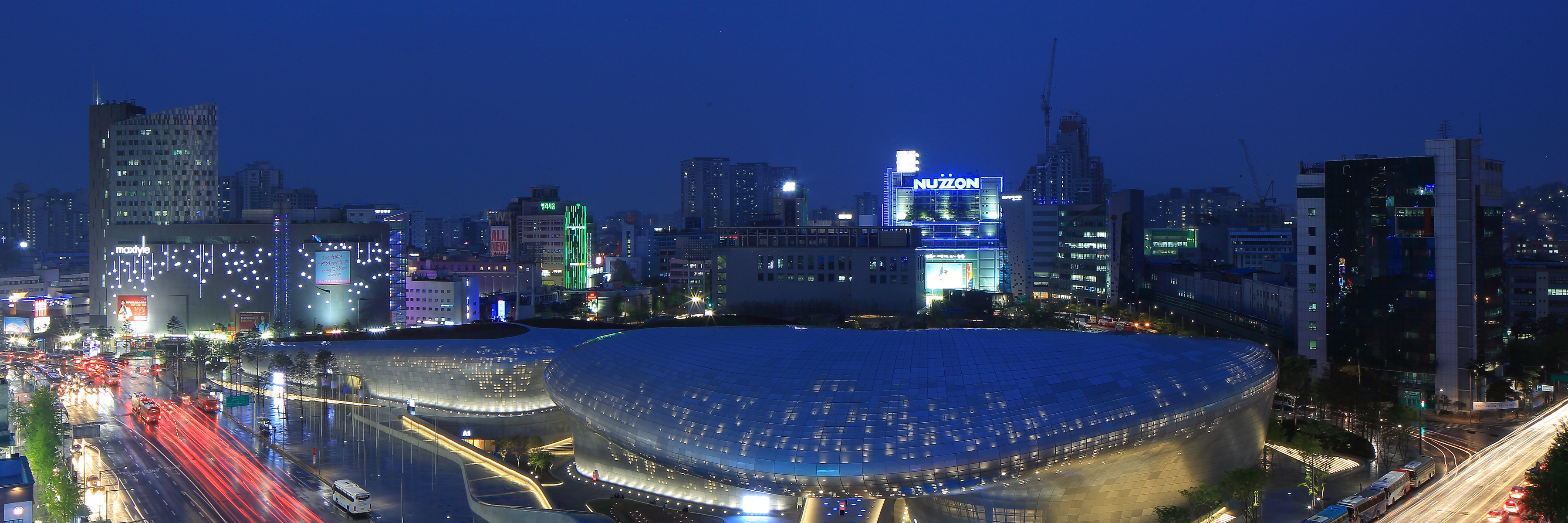
Trung tâm thương mại Dongdaemun, Seoul, Hàn Quốc (2007–2013)
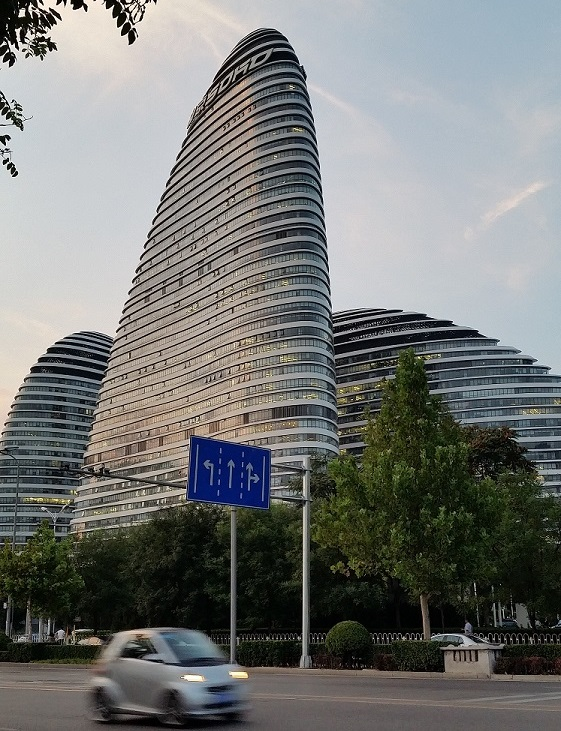
Tổ hợp văn phòng thương mại Wangjing SOHO, Bắc Kinh, Trung Quốc (2009–2014)
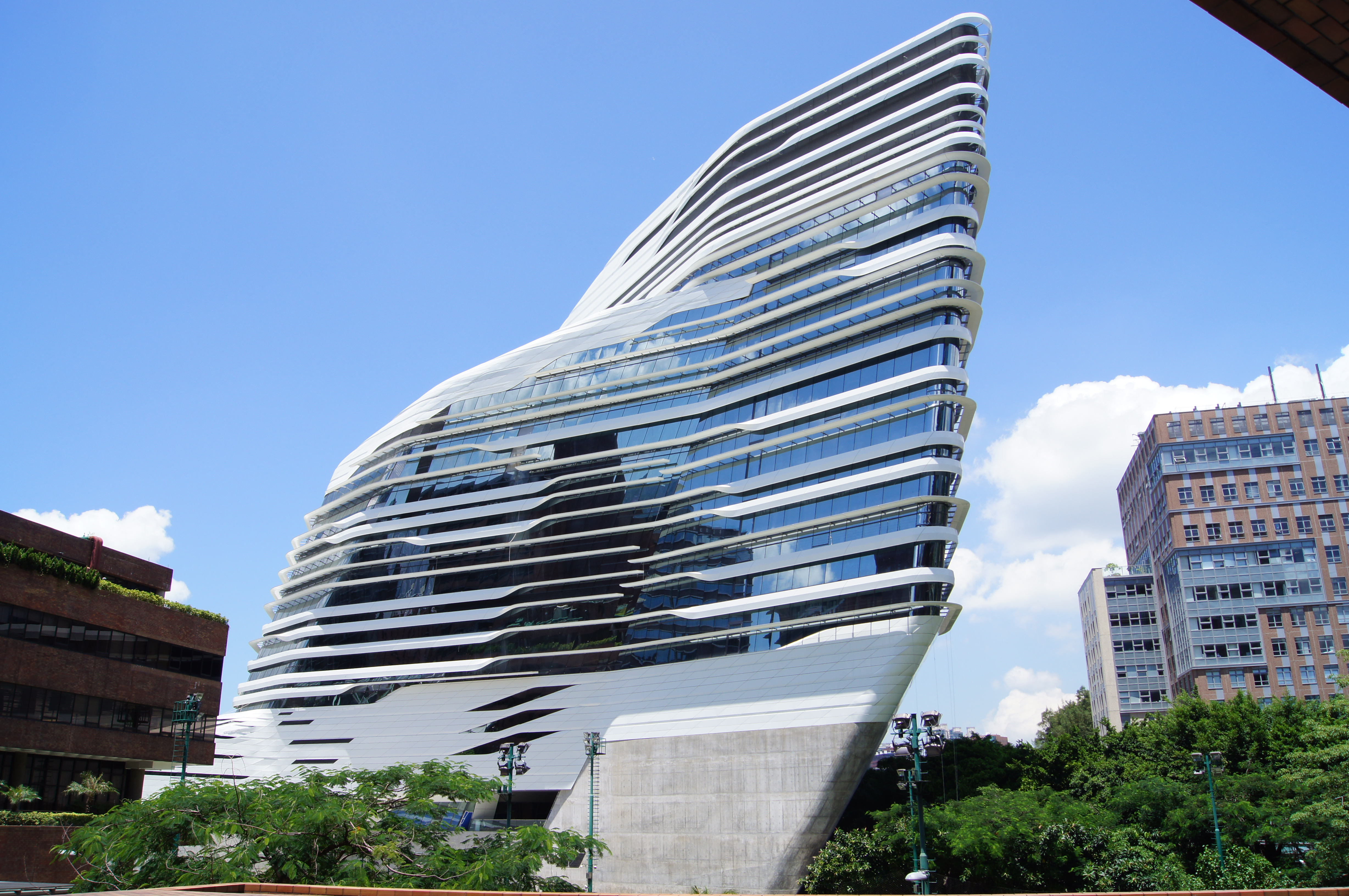
Jockey Club tại Đại học bách khoa Hồng Kông (2007–2014)
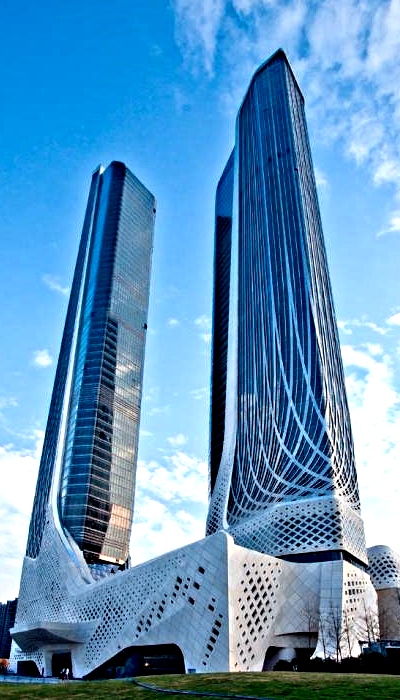
Trung tâm văn hóa thanh niên quốc tế Nam Kinh, 2015
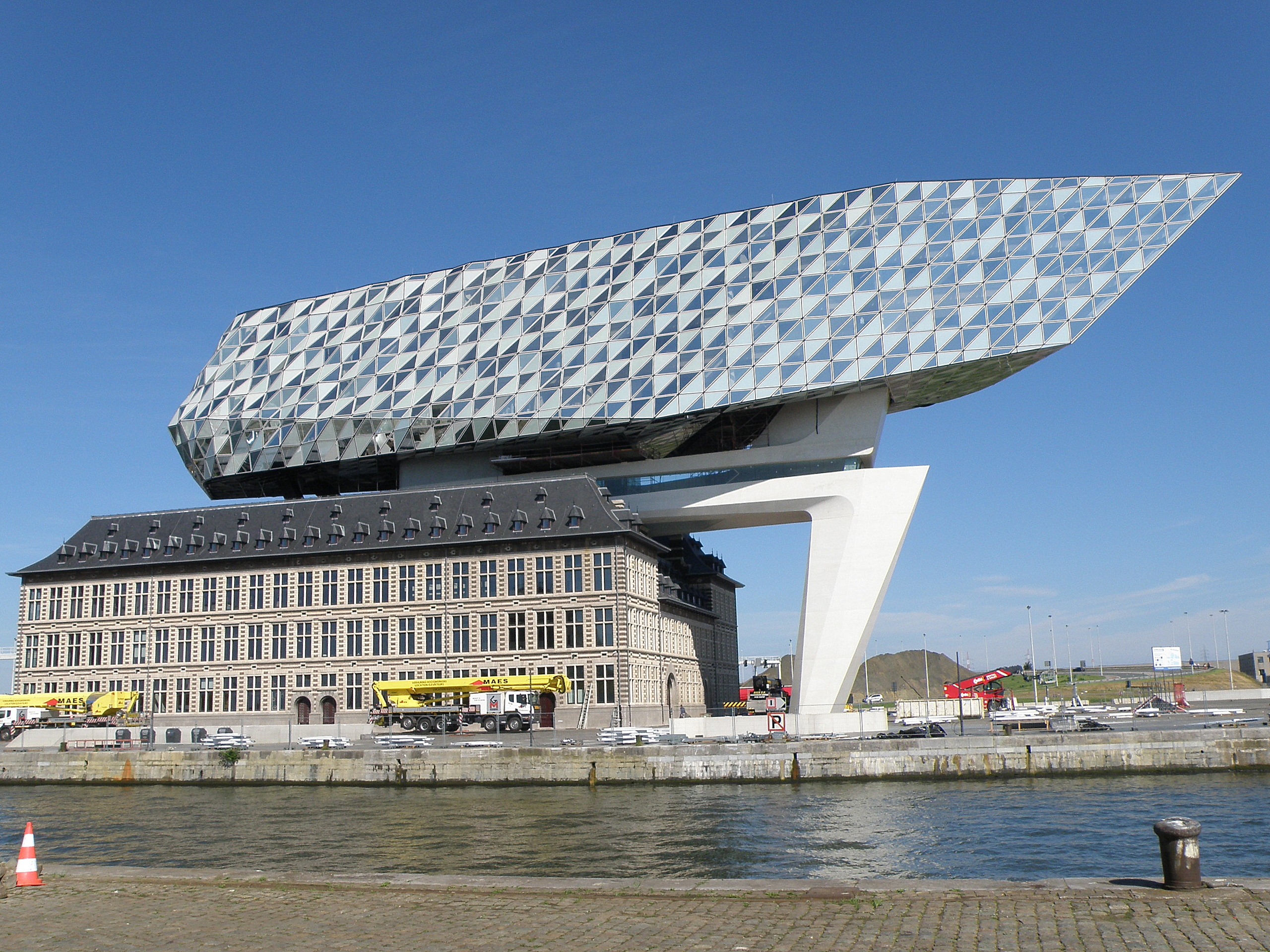
Havenhuis tại Antwerp, Bỉ (2016)

## Giải thưởng
- 2007 Huy chương Thomas Jefferson về Kiến trúc